# Shine (píseň, Sopho Nizharadze)
„Shine“ je píseň, kterou složili Hanne Sørvaag, Harry Sommerdahl a Christian Leuzzi. Sopho Nizharadze s písní reprezentovala Gruzii na Eurovision Song Contest 2010. Píseň byla vybrána 27. února ze šesti skladeb prezentovaných v národním kole, kdy společnými silami vybrala profesionální porota a diváci vítěze. Videoklip vyšel v polovině března 2010. Ve finále soutěže se umístila na devátém místě.
Jedná se o již třetí píseň Hanne Sørvaag, která byla na Eurovision Song Contest prezentována. Poprvé spolupracovala na písni „Disappear“ německé skupiny No Angels na Eurovision Song Contest 2008, poté na norské písni „My Heart Is Yours“ Didrika Solli-Tangena na Eurovision Song Contest 2010.
Píseň byla původně napsána pro Céline Dion.